# Kabwe Warriors F.C.
Kabwe Warriors é um clube de futebol da Zâmbia com sede em Kabwe que joga na Premier League da Zâmbia . Eles jogam seus jogos em casa no estádio Godfrey 'Ucar' Chitalu 107, em Kabwe.

## História
O clube foi fundado como Broken Hill United, mas mudou seu nome para Kabwe Warriors em 1966.

## Títulos
| NACIONAIS | NACIONAIS              | NACIONAIS | NACIONAIS                                       |
|           | Competição             | Títulos   | Temporadas                                      |
| --------- | ---------------------- | --------- | ----------------------------------------------- |
| Zâmbia    | Zambian Premier League | 5         | 1968, 1971, 1972, 1973, 1987.                   |
| Zâmbia    | Zambian Cup            | 5         | 1967, 1969, 1972, 1984, 1987                    |
| Zâmbia    | Zambian Challenge Cup  | 8         | 1970, 1972, 1989, 1991, 2002, 2003, 2005, 2007. |